# Heteropygas angulum
Heteropygas angulum är en fjärilsart som beskrevs av Eugenio Giacomelli 1911. Heteropygas angulum ingår i släktet Heteropygas och familjen nattflyn. Inga underarter finns listade i Catalogue of Life.